# A Mãe de Deus com três mãos
A Mãe de Deus com três mãos (em sérvio:  Богородица Тројеручица / Bogorodica Trojeručica, em grego:  Παναγία Τριχερούσα, Panagia Tricherousa, significado "A Theotokos das Três Mãos" ) ou simplesmente Trojeručica (Тројеручица, De-Três-Mãos) é um famoso icone milagroso Sérvio Ortodoxo no Mosteiro de Hilandar nos Monte Atos, Grécia.
Retrata a Theotokos (Virgem Maria) com o menino Jesus na posição hodegetrica, e está coberto com uma riza. É o ícone mais importante da Igreja Católica Ortodoxa Sérvia.  No verso da imagem há um outra pintura de São Nicolau.

## História

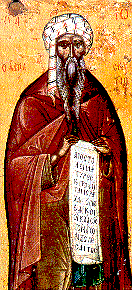
João Damasceno

Segundo a tradição e historiografia, o ícone estava na posse de João Damasceno no início do século VIII e está associado à sua cura milagrosa por volta do ano 717. De acordo com a tradição, enquanto ele servia como Vizir para o califa Al-Walid I, ele foi falsamente acusado de traição e sua mão foi cortada. A acusação foi, alegadamente, feita pelo imperador Bizantino Iconoclasta Leão III, o Isauro, que foi de fato um grande oponente de São João Damasceno e amigo de Al-Walid I. Ao orar em frente a um ícone da Theotokos, supostamente, sua mão foi milagrosamente restaurada. Em ação de graças, ele mandou modelar uma réplica de prata de sua mão e prendê-la ao ícone. Depois disso, o ícone ficou conhecido como "três mãos" (Tricherousa), por possuir três mãos (duas de Theotokos e mais uma).
João Damasceno tornou-se monge em monastério de Mar Sava fora de Jerusalém e deu o ícone à comunidade monástica de lá. Mais tarde, o ícone foi dado como um presente a São Sava quando ele visitou o mosteiro, junto com outro ícone de Teothokos no estilo da Madona Enfermeira e com o báculo de Sabbas, o Santificado, o fundador do mosteiro. Sava trouxe o ícone para o mosteiro Hilandar, onde morava. Permaneceu lá até 1347, quando foi levado por Dušan da Sérvia durante sua visita a Hilandar e levado com ele para a Sérvia. No final do século XIV, o ícone estava na posse do mosteiro Studenica. No início do século XV, Trojeručica estava de volta a Hilandar.
Até muito recentemente, o ícone era formalmente o abade de Hilandar, com monges eleitos para servir como seu representante. Este ícone tem dois dias de festa: 28 de junho e 12 de julho.

## Galeria

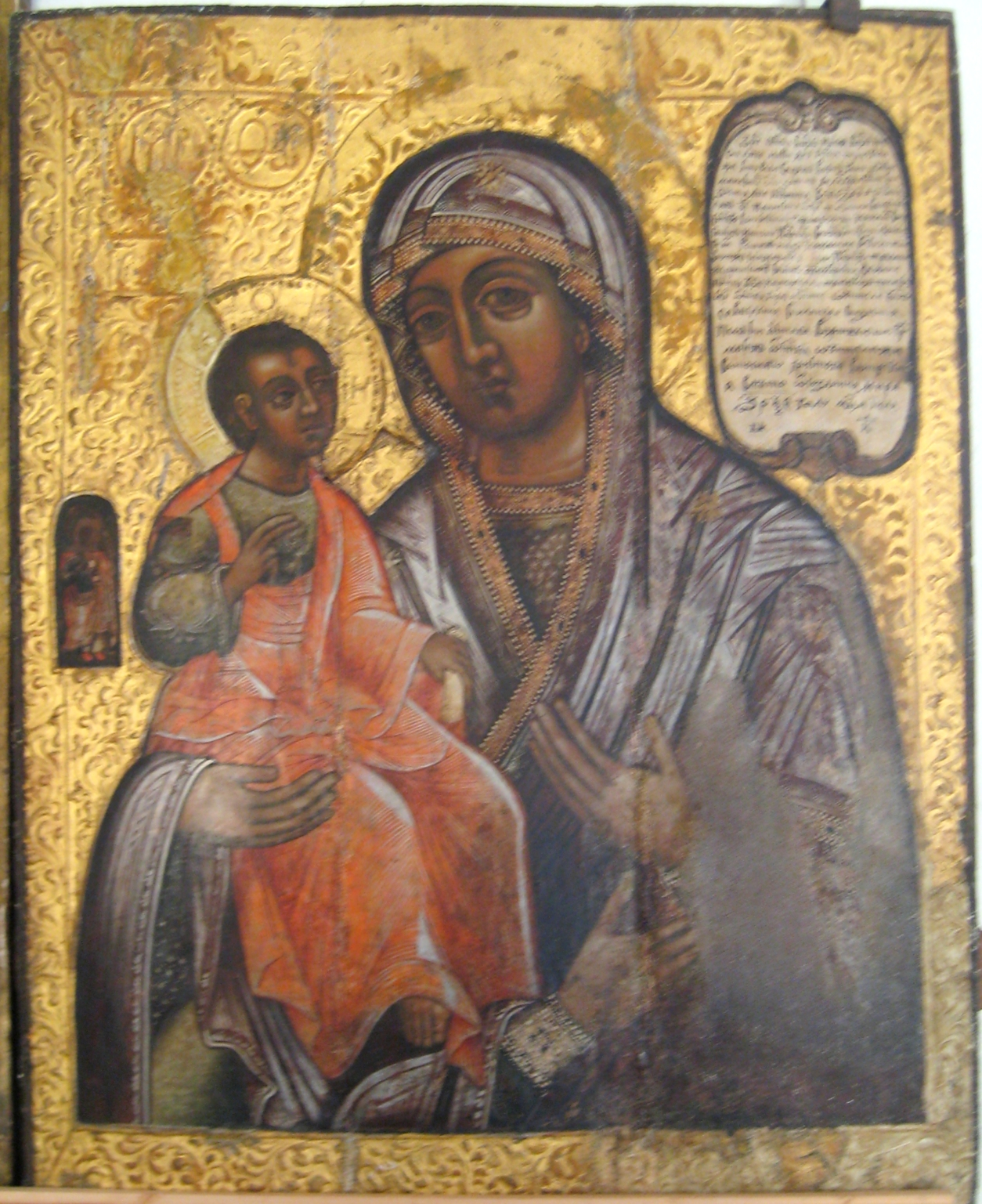
Cópia Trojeručica, século XIX, Mosteiro Ferapontov, Vologda, Russia
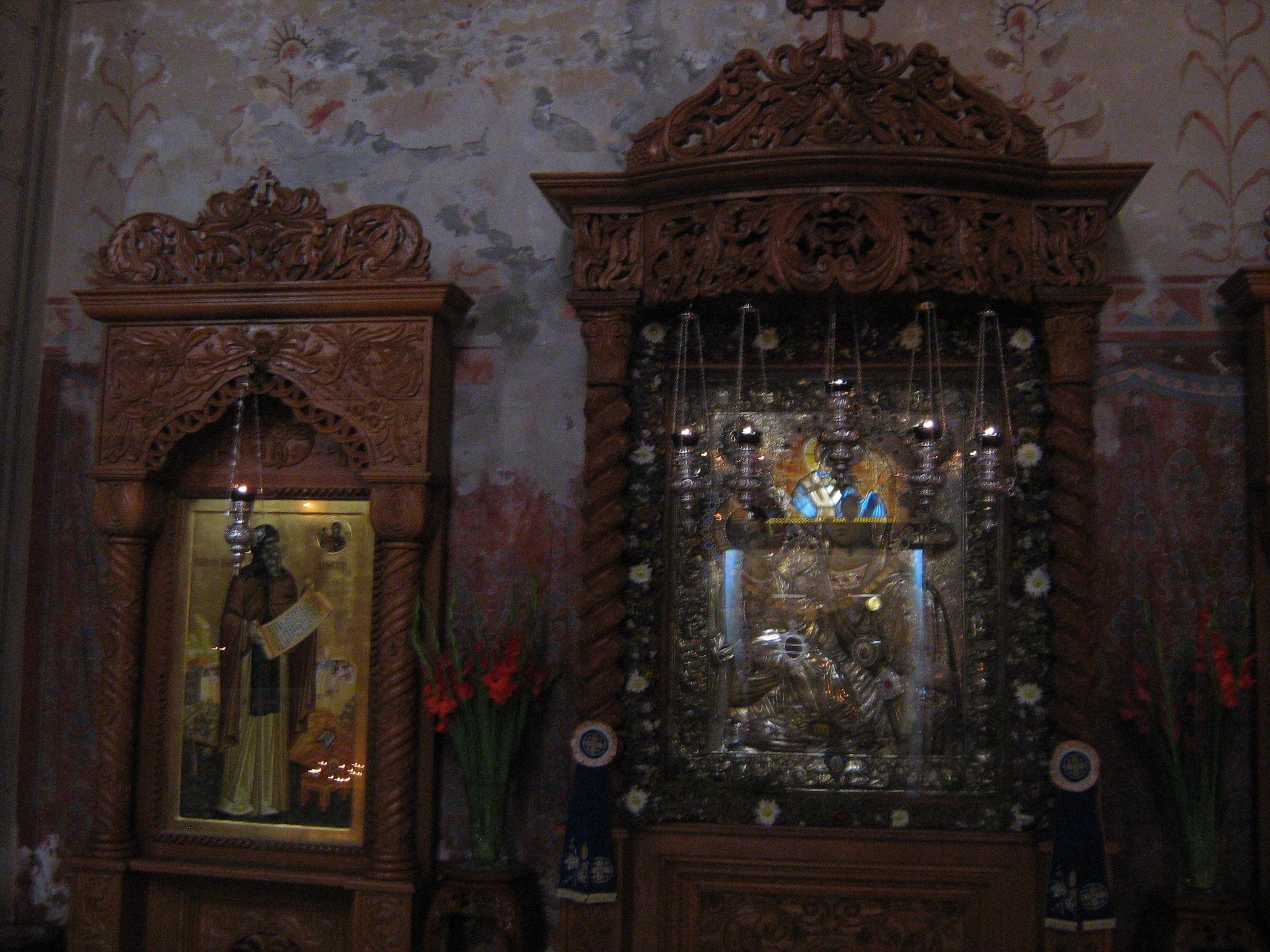
A terceira cópia feita do ícone original do Hilandar, Mosteiro Grgeteg, Sérvia
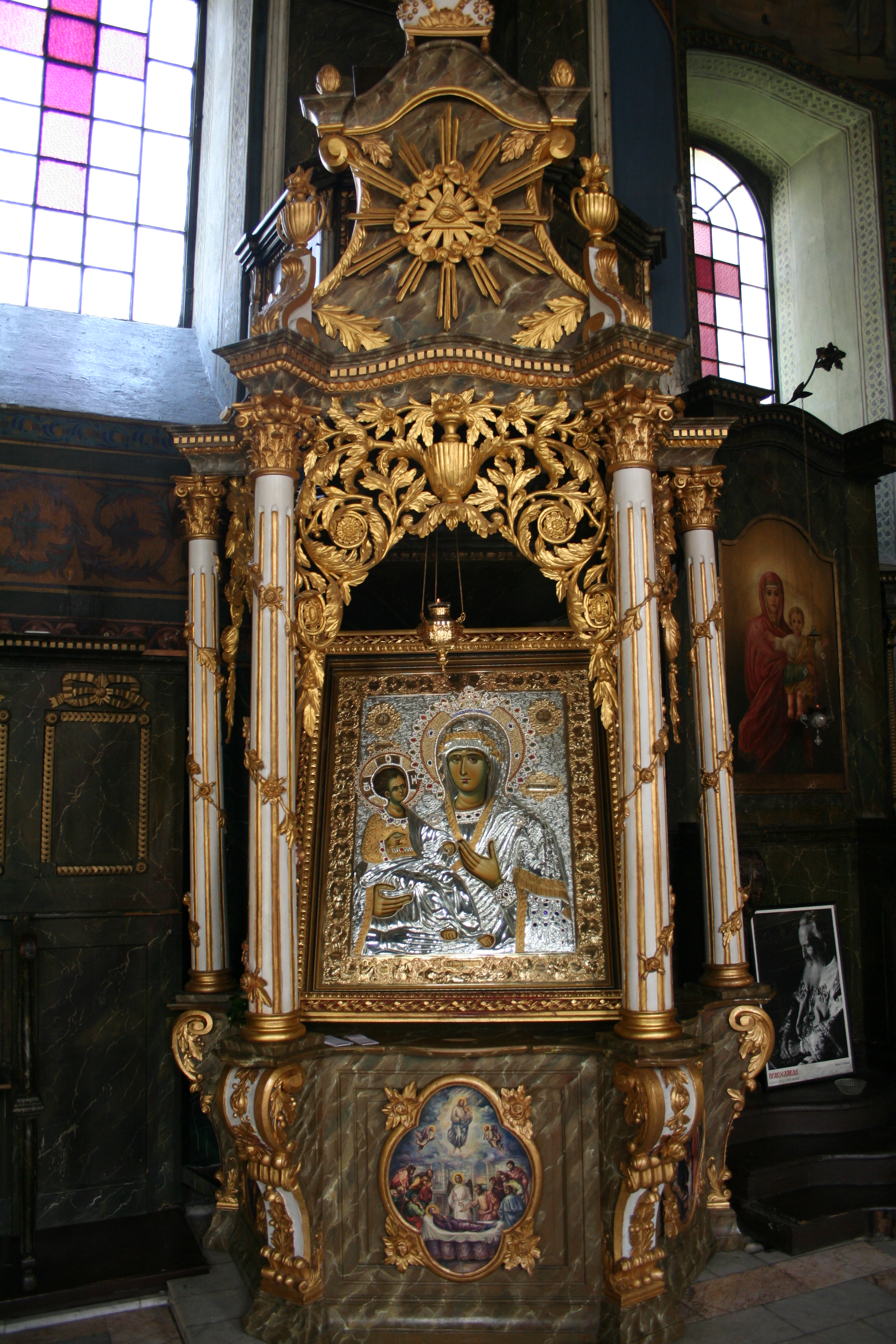
Cópia de Trojeručica do ícone original, Catedral de São Pedro e São Paulo, Šabac, Sérvia